# Ford Köln
Ford Köln – samochód osobowy klasy kompaktowej produkowany pod amerykańską marką Ford w latach 1933–1936.

## Historia i opis modelu

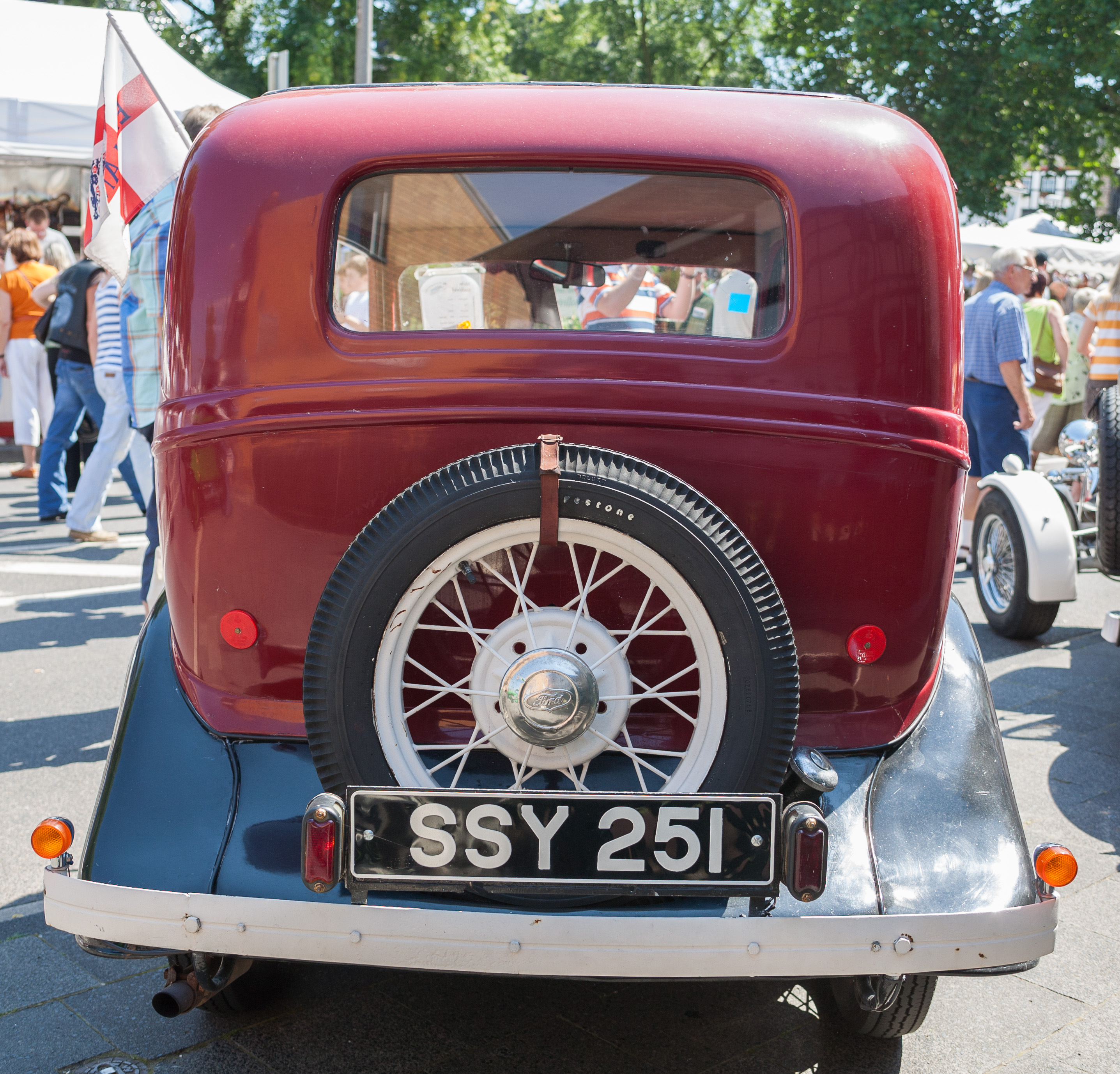
Ford Köln - tył

W lutym 1933 roku na Salonie Samochodowym w Berlinie niemiecki oddział Forda przedstawił zmodyfikowaną, lokalną wersję brytyjskiego Forda Model Y. Samochód odróżniał się innym wyglądem pasa przedniego, innym rozstawieniem reflektorów i zmodyfikowanym kształtem atrapy chłodnicy.

### Produkcja
Podczas trwającej 3 lata produkcji Forda Köln w niemieckich zakładach marki w Kolonii powstało ponad 11,1 tysiąca sztuk modelu.

### Silnik
- L4 0,9 l 21 KM